# Wladimir Alexandrowitsch Orlow
Wladimir Alexandrowitsch Orlow (russisch Владимир Александрович Орлов, wiss. Transliteration Vladimir Aleksandrovič Orlov; * 2. Dezember 1938 in Moskau) ist ein ehemaliger sowjetischer Eisschnellläufer.
Orlow, der für den Trud Moskau startete, nahm von 1959 bis 1967 an internationalen Wettbewerben teil. Dabei gewann er bei seiner einzigen Teilnahme an Olympischen Winterspielen im Februar 1964 in Innsbruck mit einer Zeit von 40,6 Sekunden die Silbermedaille über 500 m. Er nahm an keiner Welt- sowie Europameisterschaft teil. Seine beste Platzierung bei sowjetischen Meisterschaften erreichte er im Jahr 1966 mit dem zweiten Platz im Sprint-Mehrkampf.

## Persönliche Bestzeiten
| Disziplin | Zeit       | Datum            | Ort      |
| --------- | ---------- | ---------------- | -------- |
| 500 m     | 39,9 s     | 11. Januar 1964  | Almaty   |
| 1000 m    | 1:26,8 min | 19. Februar 1967 | Grenoble |
| 1500 m    | 2:08,7 min | 16. Januar 1964  | Almaty   |
| 3000 m    | 4:44,0 min | 28. Januar 1965  | Almaty   |
| 5000 m    | 8:06,0 min | 19. Januar 1963  | Almaty   |